# 刘祎 (北朝)
劉禕（？—？），字彦英，彭城郡彭城县丛亭里（今江苏省徐州市）人，北魏至東魏学者、官员。

## 生平
劉禕是北魏南兗州刺史劉世明的儿子。为人好学，精通三礼。孝昌年間，担任太学博士。後来转任睢州刺史，边人服其威信。高澄辅政，下书褒奖："以卿家世忠纯，奕代冠冕，贤弟贤子，并与吾共事，怀抱相托，亦自依然。宜勖心力，以副所委，莫虑不富贵。"任期结束。归乡里侍奉父亲于病床之侧，最终没有入朝。父亲去世后，沉顿累年，不用手杖已经起不来了。高澄征召他，他称病没有应召。有子劉璇、劉玘、劉璞、劉瑗、劉瓚。

## 家庭

### 夫人
- 北海王氏，北魏征虏将军、兖州刺史王云之女

### 子孙
- 劉璇
- 劉玘
- 劉璞
- 劉瑗
  - 劉胤之，楚州刺史
    - 劉某
      - 劉欣時，侍御史
      - 劉叔時，殿中侍御史

  - 劉行之
    - 劉延祐，安南都護
      - 劉含章
        - 劉猛

    - 劉延慶
      - 劉賁，太平尉
        - 劉液，管城令
          - 劉汴

      - 劉居簡，太原尹
        - 劉深
- 劉瓚
- 劉玟，北齊睢陽郡太守
  - 劉務本，隋留縣長
    - 劉藏器，比部員外郎
      - 劉知柔，工部尚書、彭城侯
      - 劉知章
      - 劉知幾，中書舍人、居巢公
        - 劉貺，起居郎
          - 劉浹
            - 劉敦儒

          - 劉滋，唐德宗宰相

        - 劉餗，河南功曹參軍
        - 劉彙，尚書右丞
          - 劉贊，宣歙觀察使、彭城縣男

        - 劉秩，國子祭酒
        - 劉迅，左補闕
        - 劉迥，給事中

## 延伸阅读
[在维基数据编辑]
 《北齊書/卷35》，出自李百药《北齊書》